# Markus John

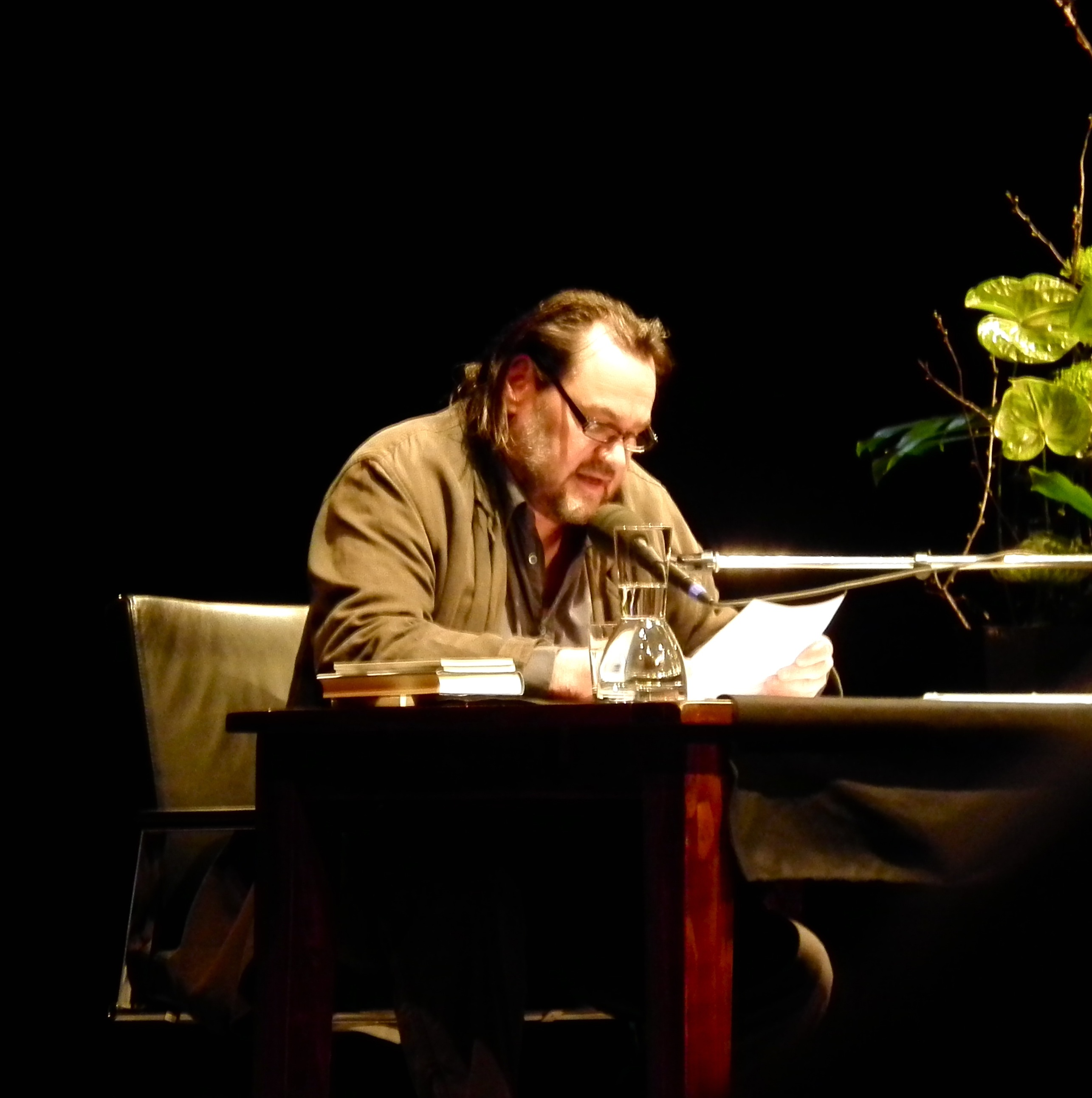
Markus John auf der Lit.Cologne. 2012

Markus John (* 17. Februar 1962 in Duisburg) ist ein deutscher Theater-, Film- und Fernsehschauspieler.

## Leben
1962 in Duisburg geboren, absolvierte John zunächst von 1981 bis 1984 eine Ausbildung an der Schauspielschule »Zinner-Studio« in München. Anschließend verpflichtete er sich unter anderem am Bayerischen Staatsschauspiel, am Stadttheater Bern, Thalia Theater (Hamburg), Nationaltheater Mannheim, am Berliner Ensemble und am Deutschen Theater Berlin. Von 1997 bis 2009 war John ständiges Ensemblemitglied am Schauspiel Köln. Seit der Spielzeit 2009/2010 ist er Teil des Ensembles des Deutschen Schauspielhauses in Hamburg. Für seine dortige Darstellung der Titelrolle von Ödipus wurde er 2013 mit dem Rolf-Mares-Preis in der Kategorie Herausragende Leistung Darsteller/Sänger/Tänzer ausgezeichnet. In der Spielzeit 2014/15 gastierte er am Schauspiel Hannover, wo er in Dušan David Pařízeks Inszenierung Maria Stuart von Friedrich Schiller mitwirkte.

## Filmografie (Auswahl)

### Kino
- 1999: Per Anhalter
- 2003: Narren
- 2003: Männer wie wir
- 2017: Sommerfest

### Fernsehen
- 1995: Tatort – Rückfällig
- 1999: Balko – Erst erben, dann sterben
- 2000: Thrill – Spiel um dein Leben
- 2000: Tatort – Bittere Mandeln
- 2000: Tatort – Quartett in Leipzig
- 2003: Für immer für dich
- 2006: Die Wache – Kollegen
- 2006: Tatort – Das zweite Gesicht
- 2007: SOKO Köln – Herzen in Not
- 2007: SOKO Köln – Alles auf eine Karte
- 2008: Stubbe – Von Fall zu Fall
- 2008: Dr. Psycho – Die Bösen, die Bull
- 2010: Danni Lowinski – Vollgas
- 2013: Tatort – Eine andere Welt
- 2014: Stille Nächte
- 2015: Ellerbeck
- 2016: Marija
- 2016: Aufbruch
- 2017: Polizeiruf 110 – Angst heiligt die Mittel
- 2021: Sörensen hat Angst
- 2021: Tatort – Alles kommt zurück
- seit 2022: WaPo Duisburg
- 2023: Eher fliegen hier UFOs
- 2024: Die Toten am Meer – Tod an der Klippe (Fernsehreihe)
- 2024: SOKO Köln – Tod im Krügchen
- 2025 Wer weiß denn sowas?, Das Erste (Gast, Folge 1254)